# Kevin Drew
Kevin Drew (nacido 9 de septiembre de 1976) es un músico y compositor canadiense que, junto con Brendan Canning, fundó la barroco-pop colectivo Broken Social Scene. También formó parte del grupo menos conocido, KC Accidental, que consistía de Drew y Charles Spearin, otro miembro actual de Broken Social Scene. Drew creció en el oeste de Toronto y asistió a la Escuela de las Artes Etobicoke con Emily Haines de Metric, Amy Millán de Stars y novelista Ibi Kaslik. Estaba casado con Jo-Ann Goldsmith, un trabajador social y un trompetista ocasional en Broken Social Scene.

## Discografía

### Solo
- Spirit If... (2007)
- Darlings. (2014)

### Broken Social Scene
- Feel Good Lost (2001)
- You Forgot It in People (2002)
- Bee Hives (2004)
- Broken Social Scene (2005)
- Forgiveness Rock Record (2010)

### KC Accidental
- Captured Anthems for an Empty Bathtub  (1998)
- Anthems for the Could've Bin Pills  (2000)